# Hache de guerre

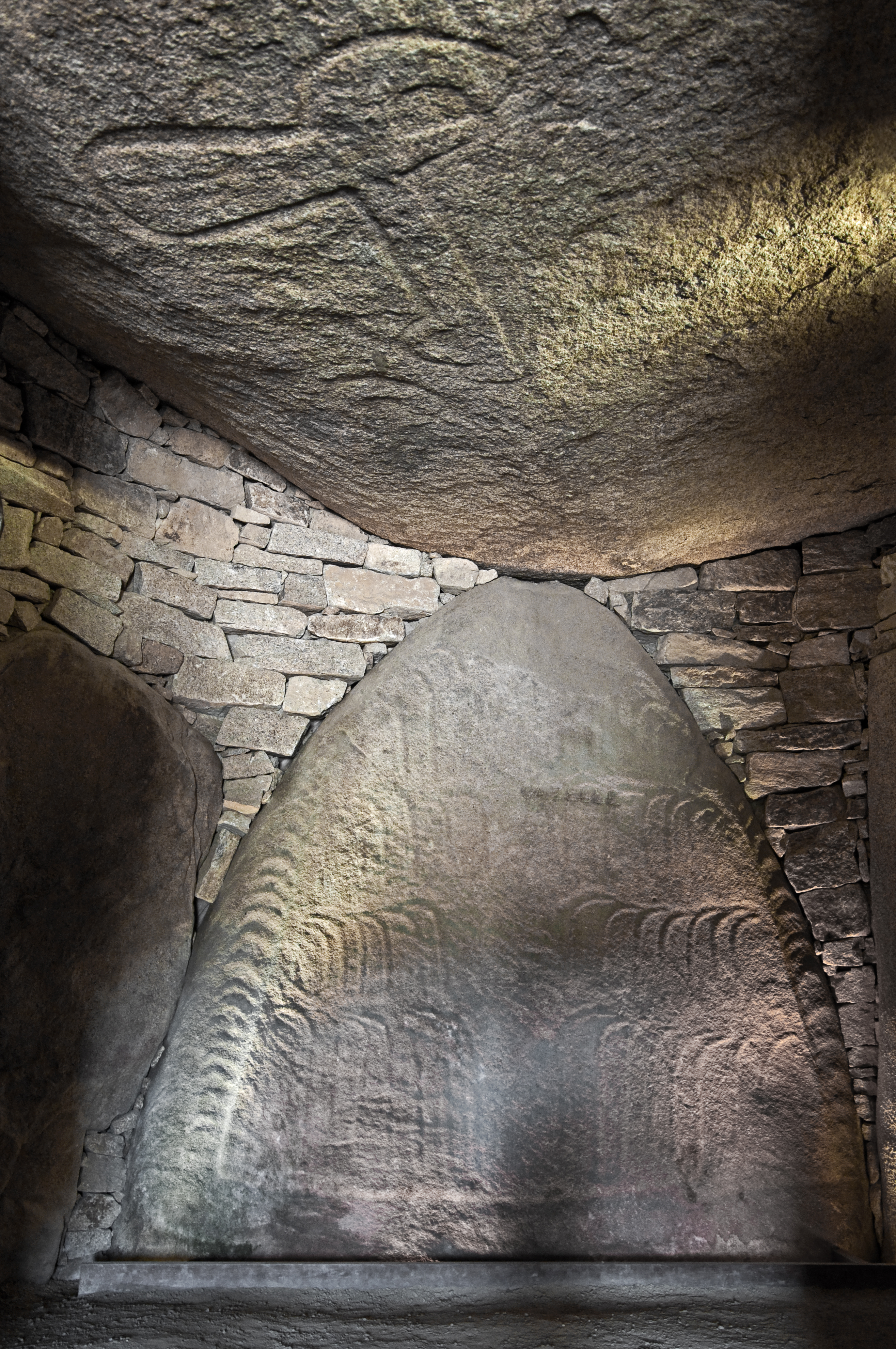
Dalle de chevet de la Table des Marchand : l'interprétation de la hache emmanchée gravée sur ce mégalithe, qui voit celle-ci comme un outil néolithique traditionnel du bûcheron ou du charpentier, est désormais plus nuancée : cette représentation peut avoir un autre sens, exotérique (outil de guerre voire bien d'apparat) ou ésotérique (symbole de force voire de pouvoir sacré),.

Une hache de guerre est une hache dont l'usage est celui d'une arme et non d'un outil. C'est une arme de taille. Son évolution médiévale, la hache d'armes, permet également de frapper d'estoc.
La conception, des plus simples, reprend celle de l'outil, à savoir une lame généralement courbe enfichée sur un manche de taille et de nature variables. La question de savoir si l'outil a précédé l'arme reste ouverte car les deux usages ont coexisté depuis les temps immémoriaux.

## Évolutions techniques de l'arme
Une amélioration assez courante de la hache consiste à utiliser une lame à double tranchant, inutile dans le cadre d'une utilisation technique – abattage d'arbres, charpente ou menuiserie – mais qui trouve son sens dans le cadre militaire, permettant de mieux équilibrer l'arme et de faciliter son emploi.
L'ajout d'une pointe à l'extrémité du manche autorise la frappe d'estoc, utile pour percer des protections telles qu'une armure de plates, que le tranchant de la hache ne ferait autrement qu'endommager, sans parvenir à blesser sérieusement son porteur.

## Historique de l'utilisation des haches de guerre

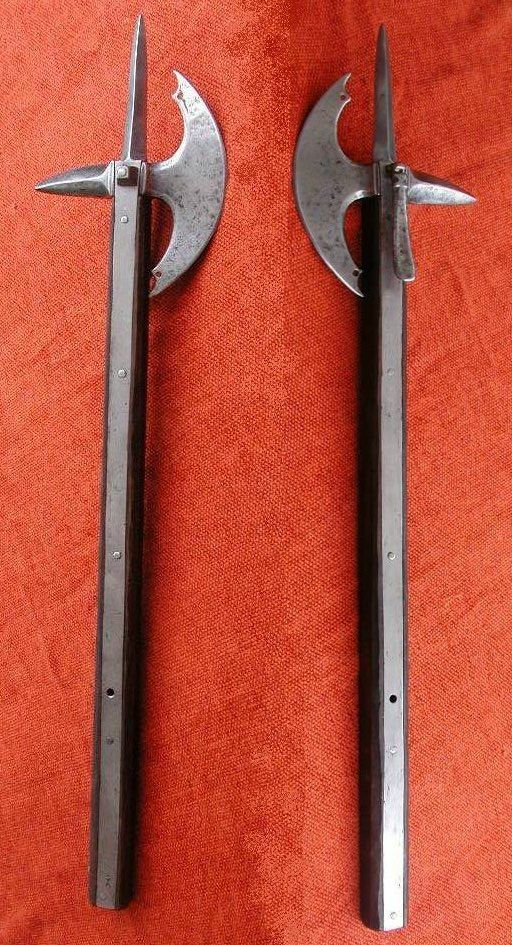
Haches de guerre (probablement germaniques) utilisée par des cavaliers (vers 1475).

La hache de guerre fut utilisée dès la préhistoire, où elle était en pierre et pouvait servir aussi d'outil, notamment quand elle était polie.
À l'antiquité, les prêtres gréco-romains les utilisaient pour sacrifier des bœufs. Les licteurs, à Rome, portaient aussi des haches entourées de faisceaux. Elle était également possédée parmi les Contubernium afin de dresser les camps mais son usage à la guerre, notamment par les auxiliaires, n'est pas exclu.
Réputée pour avoir connu son âge d'or durant les raids et conquêtes Vikings , qui utilisaient notamment de grandes haches maniées à deux mains et les Francs, elle ne l'a réellement connu qu'à partir de la fin du XIVe siècle avec sa démocratisation auprès des chevaliers et jusqu'au milieu de la première modernité.
La hache perdura comme arme de guerre à la fin de l'époque moderne auprès des Streltsy (qui s'en servaient pour appuyer leurs mousquets), des officiers Hongrois et des palikares.

## Dans la culture populaire

### Expressions
L’expression « déterrer la hache de guerre », qui faisait référence à une pratique guerrière des Amérindiens, a pris un sens figuré signifiant l’adoption d’un comportement hostile. Par opposition, l’expression « enterrer la hache de guerre » s’emploie également pour désigner la cessation — temporaire ou à durée indéterminée — d’hostilité.

### Postérité
La hache à double tranchant a survécu notamment dans le folklore et dans le domaine de l'heroic fantasy où elle est notamment l'arme de prédilection des guerriers nains.

## Exemples de haches de guerre
- Bardiche
- Francisque
- Hache de Lochaber
- Labrys
- Tomahawk